# 에르나니

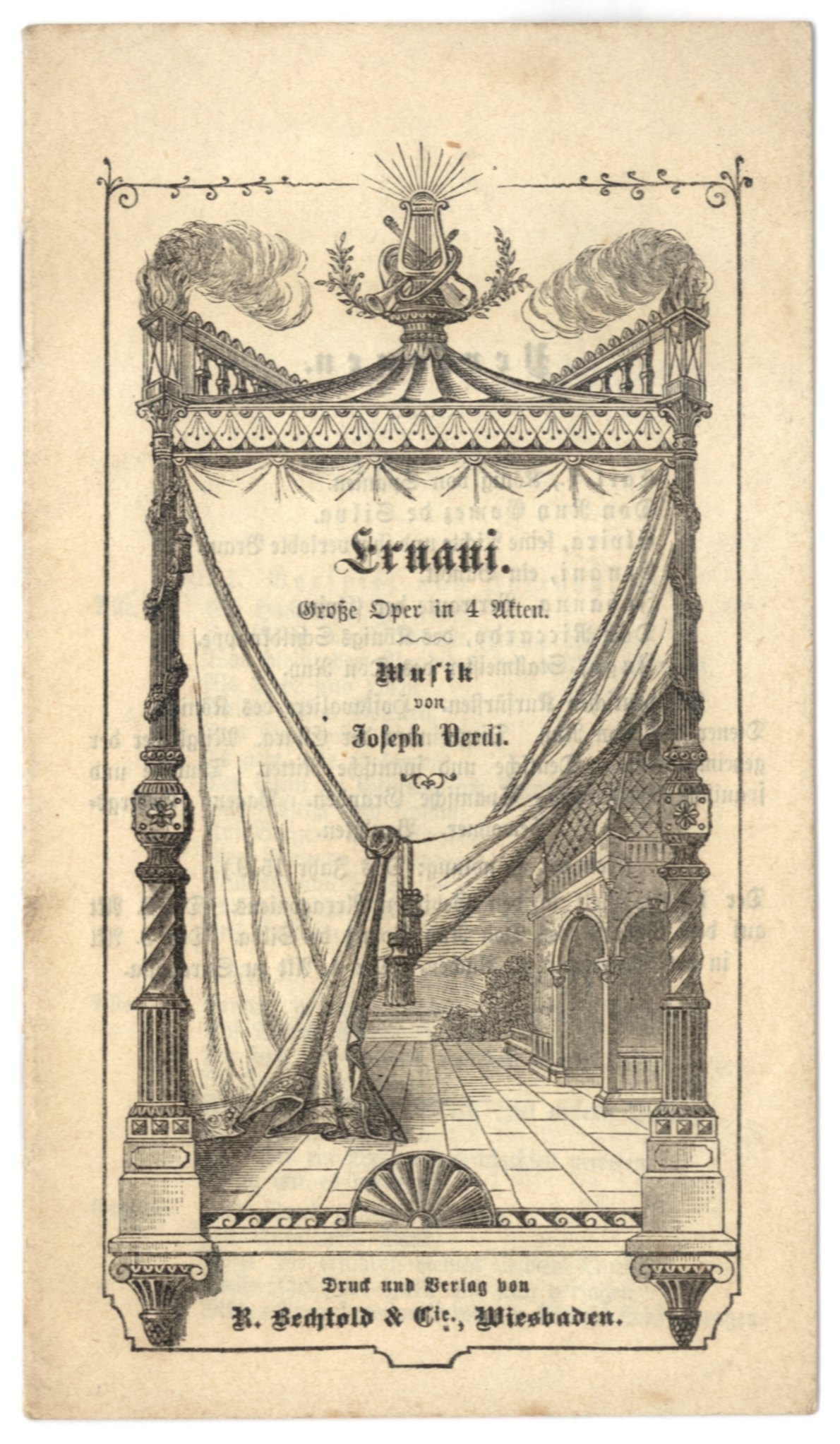

에르나니(이탈리아어: Ernani)는 주세페 베르디가 작곡한 4막의 오페라이다. 빅토르 위고의 희곡, Hernani를 기초로 프란체스코 마리아 피아베가 이탈리아어 대본은 완성하였다. 1844년 3월 9일 베네치아의 라 페니체 극장에서 초연되었다.

## 등장인물
- 주요 배역

에르나니 - 산적의 두목, 사실은 아라곤의 귀족, 테너
돈 카를로스 - 에스파냐의 왕, 바리톤
돈 루이 고메츠 디 실바 - 에스파냐의 대공, 엘비라의 숙부, 베이스
엘비라 - 실바의 조카, 그의 피후견인, 소프라노
- 조연 및 기타

조반나 - 메조소프라노
돈 리카르도 - 테너
자고 - 베이스
반역자들, brigands, attendants, 기사들, 하인들, 귀족들, 귀부인들 - 합창

## 줄거리
1520년경 에스파냐의 아라곤, 프랑스의 Aix-la-Chapelle, Saragassa.

### 1막 산적들
산의 야영지

### 2막 손님
결혼 축하연이 열리고 있는 실바 성의 넓은 홀

### 3막 자비
샤를마뉴 사당 앞의 무덤

### 4막 가면을 쓴 사나이
아라곤에 있는 에르나니 성의 홀

## 유명한 아리아
- "Dell'esilio nel dolore" (에르나니)
- "Vieni meco, sol di rose" (카를로)
- "Da quel di che t'ho veduta" (카를로)
- 꽃봉오리 속의 이슬처럼 Come rugiada al cespite (소프라노)
- 에르나니, 나를 데리고 도망가주오 Ernani,Ernani involami (엘비라)
- 나는 불행한 사나이 Infelice! e tu credevi (실바)

## 참고 문헌
- The Opera Goer's Complete Guide by Leo Melitz, 1921 version.

### 음악 듣기
- Creative Commons MP3 Recording